# Joachim Bergenstråhle
Joachim Bjarne Bergenstråhle, född 26 juni 1958, är en svensk manusförfattare och regissör. 
Bergenstråhle har bland annat regisserat tv-serierna Rena rama Rolf, Skilda världar, Aspiranterna samt Dockorna i spegeln. Han har satt upp Rövarna av Friedrich Schiller och Räven av Sławomir Mrożek på Stockholms stadsteater och gjort ett flertal uppsättningar för radioteatern. Tillsammans med Christoffer von Platen har han gjort datorspelet Myulk. Bland hans manus märks Festen för SVT och Bergforsen för TV3. Han har även skrivit manus till en mängd kortfilmer, till reklam och beställningsfilmer och arbetar som manusdoktor. Bergenstråhle har producerat för Åter till Malmberget, Konstfrågan och Sant eller sanslöst.
Sedan 2008 undervisar han vid Högskolan Dalarna där han är konstnärlig lektor.
I europaparlamentsvalet 2024 kandiderade Bergenstråhle för Feministiskt initiativ och Partiet Vändpunkts gemensamma lista Värdigt liv. Han hade plats 10 på valsedeln.
Han är son till regissören Johan Bergenstråhle och skådespelerskan Axelle Axell.